# Xã Valley, Quận Stark, Illinois
Xã Valley (tiếng Anh: Valley Township) là một xã thuộc quận Stark, tiểu bang Illinois, Hoa Kỳ. Năm 2010, dân số của xã này là 293 người.